# 須賀貴匡
須賀貴匡（1977年10月19日—）是一名日本演员。所属事務所是La Sette。身高174公分。

## 簡介
1999年，出演舞台剧，是为出道作。2002年，出演《假面骑士龙骑》。
曾经有过一段出走的经历。因为当時父亲说“如果不继承自家的寿司屋的话就出去！”这样的话。。
兴趣是歌舞伎鉴赏和日本舞蹈，特长是台球，摄影和吉他。
在2018年12月22日上映的《假面騎士平成Generations Forever》中時隔15年再次聲演假面騎士龍騎
叧外在2019年2月3日-2019年2月10日的《假面騎士ZI-O》第21-22話中時隔16年再次出演《假面騎士龍騎》的主角城戶真司
並在同年3月出演《假面騎士ZI-O》的衍生作品《假面騎士ZI-O 外傳 PART2『RIDER TIME 假面騎士龍騎》

## 出演

### 电影
- CHLOE（日语：クロエ (映画)）（2002年） 饰 バーテンダー
- 剧场版 假面骑士龙骑 EPISODE FINAL（2002年，東映） 饰 城戶真司 （鏡像城戶真司）/假面騎士龍騎（假面騎士龍牙）（聲演）(主演)
- seventh Anniversary（日语：セブンス アニバーサリー）（2003年） 饰 堺
- Jam Films2（日语：Jam Films）「HOOPS MEN SOUL」（2003年）饰 ヒロシ
- 娘道成寺 蛇炎の恋（2004年） 饰 秀次
- kiss and hurt（日语：キスとキズ）（2004年） 饰 ファン
- MAIL（2004年）  饰 秋葉零児
- 魁！！天兵高校（2005年） 饰 神山高志
- WATERS（日语：ウォーターズ）（2006年） 饰 ユウキ
- DEATH TRANCE（日语：デス・トランス）（2006年） 饰 リュウエン
- LOVE MY LIFE（2006年） 饰 アキラ
- 来自天国的情书（日语：天国からのラブレター）（2007年） 饰 本村洋
- 花朵绽放于约定之地（日语：約束の地に咲く花）（2007年） 饰 風間亮
- 天国的pass（郡司掛雅之監督作品、2008年）
- FREE（2009年）
- TOGETHER（2009年） 饰 岡部俊介
- BOX 袴田事件 命とは（2010年） 饰 白岩孝祐
- 终有一天（2010年） 饰 坂口
- 桜田門外ノ変（2010年） 饰 茅根伊予之介
- 基因华尔兹（2010年）
- 半次郎（日语：半次郎）（2011年）
- 每日妈妈（2011年）
- DEADBALL（2011年）
- 抱歉。（2011年）
- 「FASHION STORY」（2013年）
- HE-LOW (2018年) 饰 本岡博
- 假面騎士平成Generations Forever (2018年12月22日，東映) - 聲演 城戶真司／假面騎士龍騎（聲）
- 《HE-LOW THE SECOND》（2020年） 饰 本岡博
- 《HE-LOW THE FINAL》（2022年）饰 本岡博

### 电视剧
- 假面骑士龙骑（2002年，朝日电视台） 饰 城戶真司 /假面骑士龙骑（声演）(主演)
- 假面骑士龙骑 Special 13Riders（2002年，朝日电视台） 饰 城戶真司 /假面骑士龍骑&假面騎士夜騎（第二任變身者）（声演）(主演)
- 钻石女孩（日语：ダイヤモンドガール）（2003年，富士电视台）饰 矢島直人
- 储物柜的华子小姐（日语：ロッカーのハナコさん）（2003年，NHK） 饰 二光慎也
- 西瓜（日语：すいか）（2003年，日本电视台）饰 ゲスト刑事
- Sky High2（日语：スカイハイ (漫画)）（2004年，朝日电视台）第5話 饰 合田竜也
- 怪奇大家族（日语：怪奇大家族）（2004年，东京电视台）饰 B
- 時空警察（日语：時空警察）（2004年・2005年，日本电视台）  饰 花山天皇、天草四郎
- Sh15uya（2005年，朝日电视台）第1話 饰 传道士
- 折翼天使（日语：翼の折れた天使たち） 第四夜「スロット」（2006年，富士电视台） 饰 健二
- 夜王〜YAOH〜（2006年，TBS） 饰 蓮
- 砂时计（2007年，TBS） 饰 佐倉圭一郎
- 挥棒人生（2007年，日本电视台） 饰 菱沼司
- 世にも奇妙な物語 秋の特別編「死後婚」（日语：世にも奇妙な物語 秋の特別編 (2008年)）（2008年，富士电视台）
- 天地人（2009年，大河剧） 饰 宇喜多秀家
- 晨间小说连续剧「鬼太郎之妻」（2010年，NHK） 饰 梶谷编辑
- 晨间小说连续剧「康乃馨」（2011年，NHK） 饰 安岡泰蔵
- BOSS 第二季 第4話（2011年，富士电视台） 饰 織田
- 堂吉诃德（2011年，日本电视台）第5話 饰 歌厅店長
- Runaway~为了所爱的你 第1話（2011年，TBS） 饰 Host Club店長
- 警視廳搜查一課9係 第7季 第1話（2012年，朝日电视台） 饰 坂東卓
- 警部補矢部謙三 第二季客串第五話(2013年，朝日電視台) 飾 警部補悠木
- 假面騎士ZI-O 第21集-第22集（2019年2月3日-2月10日，朝日电视台） 饰 城戶真司 /鏡像城戶真司（另類龍牙）  （友情演出）
- RIDER TIME 假面騎士龍騎（2019年3月31日-4月14日） 饰 城戶真司（假面骑士龙骑 ） /鏡像城戶真司 （假面騎士龍牙）